# Кастельон-де-ла-Плана
Кастельо́н-де-ла-Пла́на (вал. Castelló de la Plana [kasteˈʎo ðe la ˈplana], исп. Castellón de la Plana [kasteˈʎon de la ˈplana]) — город и муниципалитет в Испании, в автономном сообществе Валенсия, административный центр провинции Кастельон. Муниципалитет находится в составе района (комарки) Плана-Альта.
Население — 180 005 жителей (2009).
Расположен на берегу Средиземного моря. Расстояние до центра провинции — 72 км.
Транспорт представлен автобусами и троллейбусами (троллейбус курсирует с 2008 года), в городе имеется много авторазвязок, есть также ж/д станция.

## Фотографии

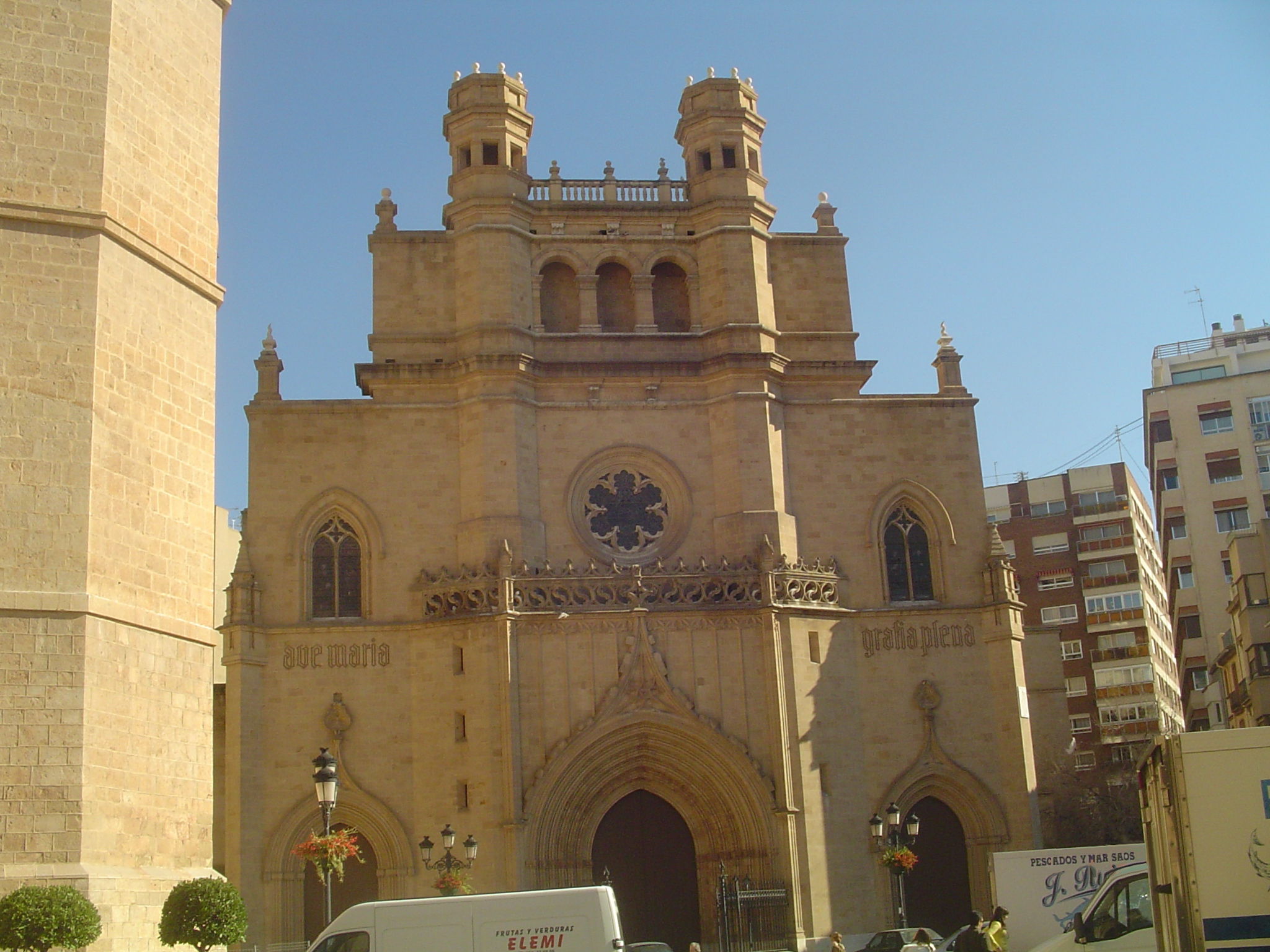
Кафедральный собор
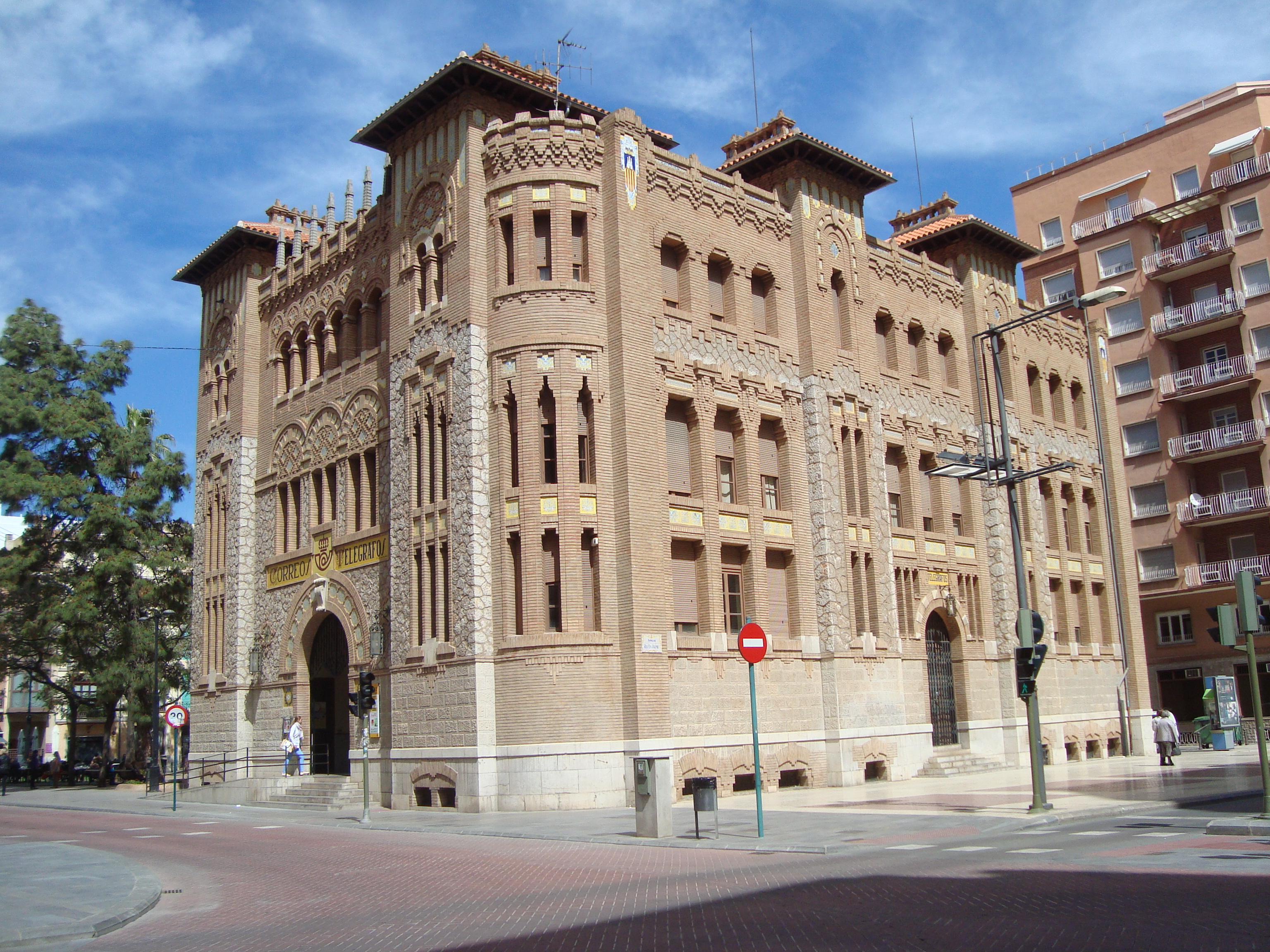
Здание почты